# Yasmin Wijnaldum
Yasmin Wijnaldum (Ámsterdam, 10 de julio de 1998) es una modelo neerlandesa, conocida por desfilar en el Victoria's Secret Fashion Show 2018.

## Vida y carrera
Yasmin Wijnaldum es de ascendencia neerlandesa y surinamesa.
Yasmin Wijnaldum hizo su debut en el modelaje en el concurso de Elite Model Look 2014, representado a los Países Bajos en la final y firmando un contrato con Elite Model Management. Hizo su debut en la pasarela para Jean-Paul Gaultier Haute Couture otoño/invierno 2015, y desfiló como exclusiva para Prada primavera/verano 16, realizando una campaña junto a Sasha Pivovarova y Natalia Vodianova. Su primera portada de revista fue para I-D verano 2016. En 2018, fue anunciado que desfilaría en el Victoria's Secret Fashion Show anual.
Yasmin Wijnaldum está posicionada por Models.com como una de las Top 50 modelos, como también en la lista anual de Business of Fashion de las 500 personas dando forma a la industria de la moda.